# Lago Templiner
El lago Templiner (en alemán: Templinersee) es un lago situado al oeste de la ciudad de Berlín, en el distrito rural independiente de Potsdam, en el estado de Brandeburgo (Alemania), a una elevación de 29.4 metros; tiene un área de 511 hectáreas.
El lago está atravesado por el navegable río Havel, proveniente del lago Schwielow.